# Leica M3
Leica M3 — малоформатный дальномерный фотоаппарат немецкой компании Ernst Leitz, выпускавшийся с 1954 по 1966 год.
Первая модель семейства Leica M с байонетным креплением объектива, производившегося параллельно с «резьбовыми» фотоаппаратами Leica, а затем пришедшего им на смену.
Всего было выпущено более 220 тысяч фотоаппаратов.

## Основные технические характеристики
- Тип применяемого фотоматериала — плёнка типа 135.
- Размер кадра 24×36 мм.
- Корпус металлический, со съёмной нижней крышкой и открывающейся панелью на задней стенке.
- Курковый взвод затвора и перемотки плёнки.
- Обратная перемотка плёнки осесмещённой цилиндрической головкой.
- Крепление объектива — байонет Leica M.
  - Аппарат мог комплектоваться по желанию покупателя разными штатными объективами, возможна была продажа без объектива (body).
- Видоискатель совмещён с дальномером, имеющим базу 65 мм.
- В поле зрения видоискателя видны переключаемые кадроограничительные рамки для сменных объективов.
- Фокальный затвор с горизонтальным ходом матерчатых шторок.
- Выдержки затвора от 1 до 1/1000 с и «В», «невращающаяся» головка выдержек.
- Кабельный синхроконтакт «Х» и «М», выдержка синхронизации — 1/50 с (с электронными фотовспышками), от 1/30 до 1 с — с одноразовыми.
- Обойма для крепления фотовспышки и сменных видоискателей.
- Механический автоспуск.

## Отличия семейства Leica M от выпускавшихся ранее фотоаппаратов Leica

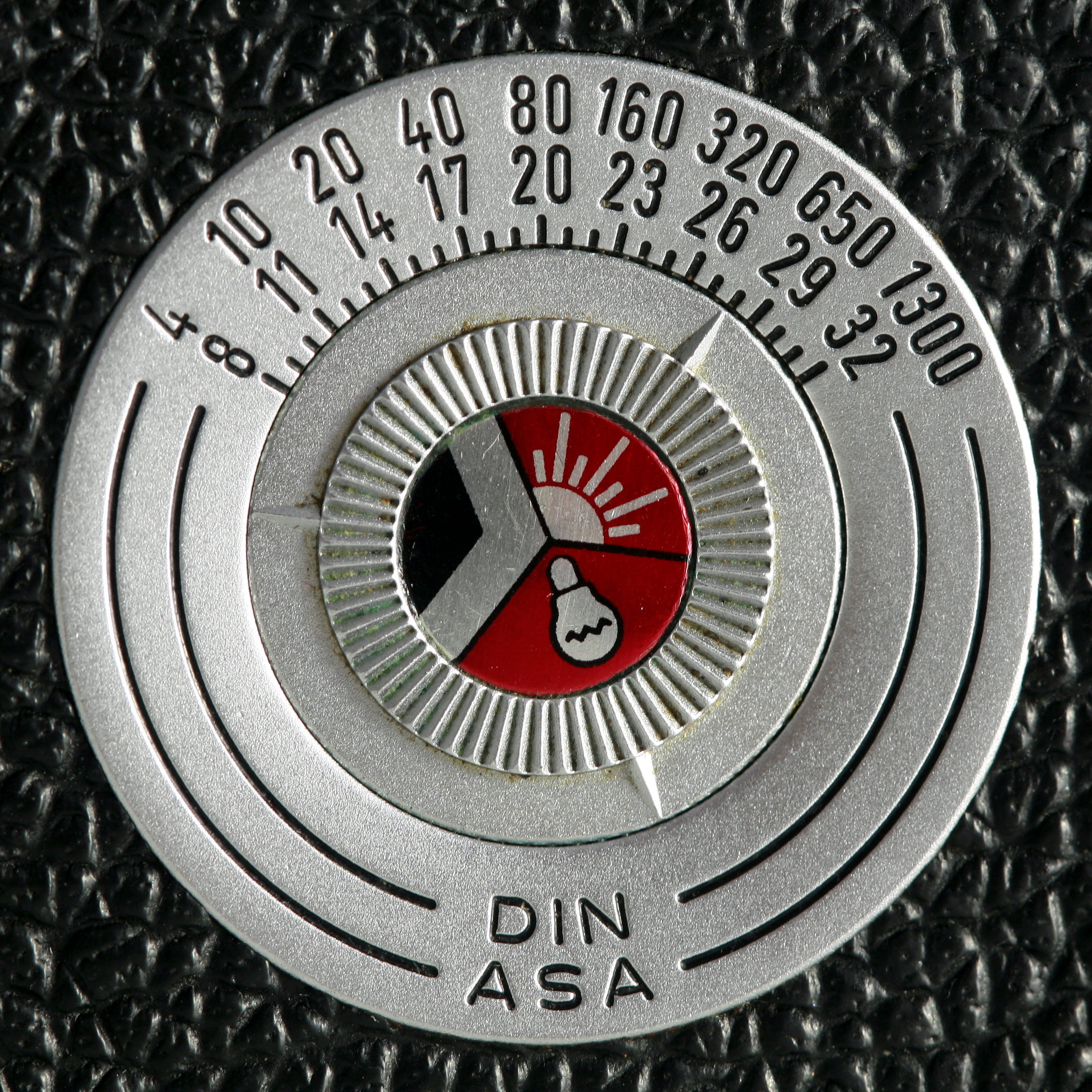
Шкала-памятка.

### Корпус фотоаппарата
Фотоаппарат Leica M3 как и камеры предыдущего «резьбового» семейства собран в металлическом корпусе со съёмной нижней крышкой. Привычный по прежним моделям недостаток подобной компоновки — неудобная зарядка плёнки — устранён добавлением открывающейся вверх дверцы задней стенки. При установке нижняя крышка запирала и откидную стенку. Такая конструкция не была копией съёмной крышки Contax, но устранила одну из главных проблем резьбовых «Леек»: их зарядка без отработанного навыка часто приводила к перекосу плёнки и обрыву перфорации.
На откидной стенке находится шкала-памятка светочувствительности фотоплёнки и её типа (чёрно-белая, цветная для дневного света или для ламп накаливания). В дальнейшем при появлении в семействе Leica M камер с встроенными экспонометрическими устройствами на месте шкалы-памятки расположилась головка установки светочувствительности плёнки.
Первые выпуски фотоаппарата оснащались прецизионным прижимным столиком из оптического стекла. Позднее для выравнивания плёнки в фильмовом канале вместо стеклянного устанавливался металлический прижимной столик. Обратная перемотка плёнки включается рычагом на передней панели камеры, и производится цилиндрической осесмещённой (с встроенным редуктором) головкой. Данное новшество позволило лучше скомпоновать камеру, увеличив номинальную базу дальномера.

### Байонет

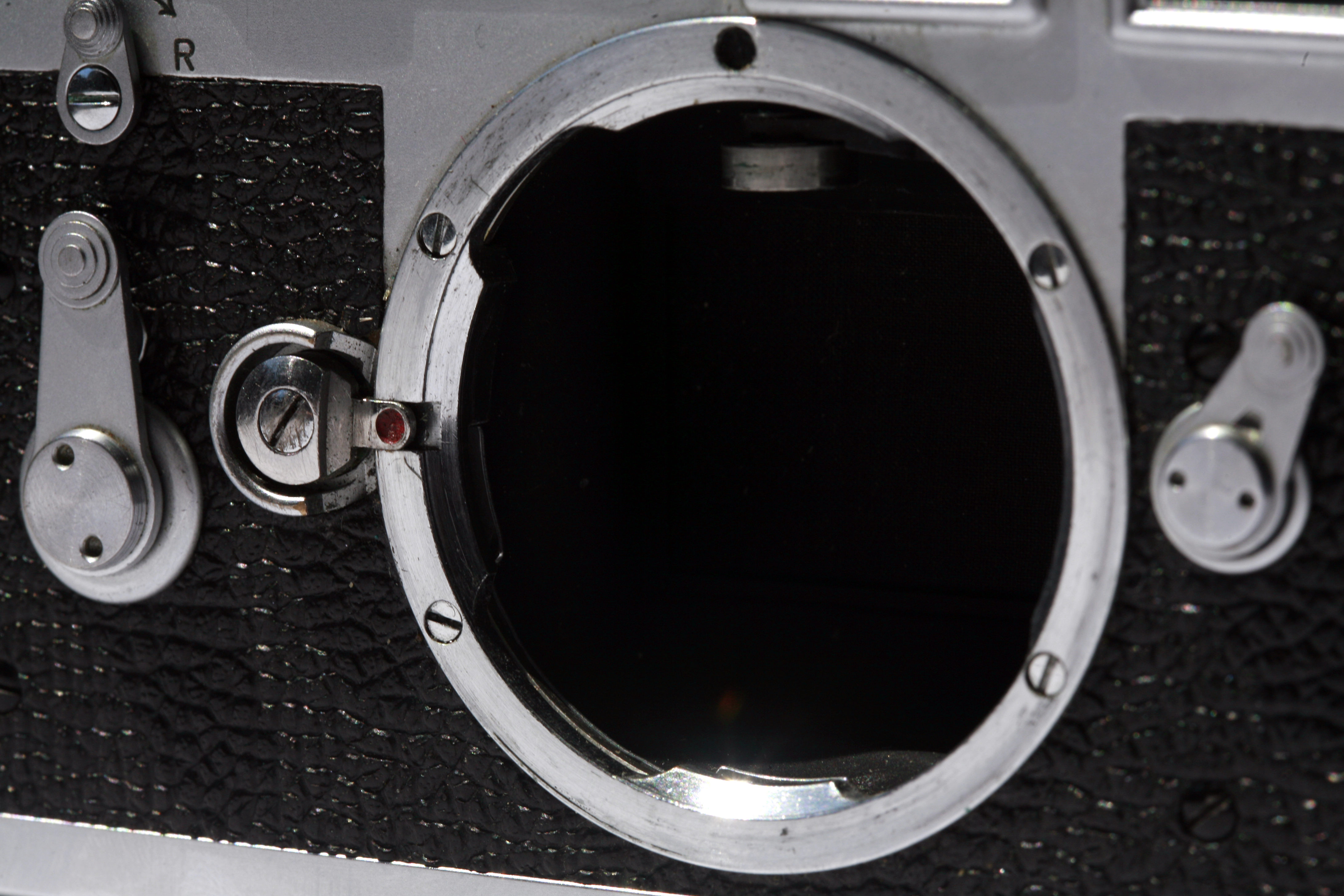
Байонет Leica M.

Основным новшеством стало внедрение специально разработанного байонетного крепления объектива.
Четырёхлепестковый байонет с рабочим отрезком 27,8 мм позволил более оперативно менять сменные объективы и обеспечить их точную ориентацию относительно механизмов камеры. Для установки объективов с резьбовым креплением M39×1/28,8 от «Леек» предыдущих моделей разработан адаптер-переходник. Функция дальномера со «старыми резьбовыми» объективами полностью сохранялась, поскольку механизм сопряжения и законы его перемещения унаследованы от старой системы без изменений.
Выпущено большое количество сменных объективов с байонетом Leica M, в том числе и сторонними производителями.

### Видоискатель
Фотоаппараты семейства Leica M получили совершенно новый телескопический коллиматорный видоискатель, впервые совмещённый с дальномером. До этого все резьбовые «Лейки» оснащались дальномером и видоискателем с раздельными окулярами: конструкторы считали, что за счёт разного увеличения окуляров это расширяет эффективную базу дальномера при его максимальном светопропускании. Номинальная база дальномера Leica M3 составляет 68,5 мм и, несмотря на увеличение 0,91×, обеспечивает рекордную эффективную базу 62,33 мм.
В то же время этот параметр лишь незначительно превосходит предыдущую резьбовую Leica III, обладавшую эффективной базой 58,5 мм за счёт увеличения окуляра дальномера 1,5×.
Максимальное поле зрения видоискателя соответствует объективу с фокусным расстоянием 50 мм. Для более короткофокусной оптики требуется дополнительный визир. Некоторые широкоугольные объективы снабжались насадкой на видоискатель и дальномер (т. н. «очками»), корректирующей поле зрения и фокусировку. В поле зрения штатного визира видны кадроограничительные рамки с автоматической компенсацией параллакса, подсвеченные через дополнительное окно — коллиматор — для объективов с фокусным расстоянием 50, 90 и 135 мм. Рамки для длиннофокусных объективов переключаются автоматически или вручную, на передней панели камеры имеется переключатель. Автоматическое переключение рамок определяется конструкцией байонета Leica M. Адаптеры для сменных объективов, в свою очередь, выпускались для оптики «М39» с различным фокусным расстоянием.

Рамка для объектива 50 мм.
Внутренняя рамка — для объектива 90 мм.
Внутренняя рамка — для объектива 135 мм.

### Затвор

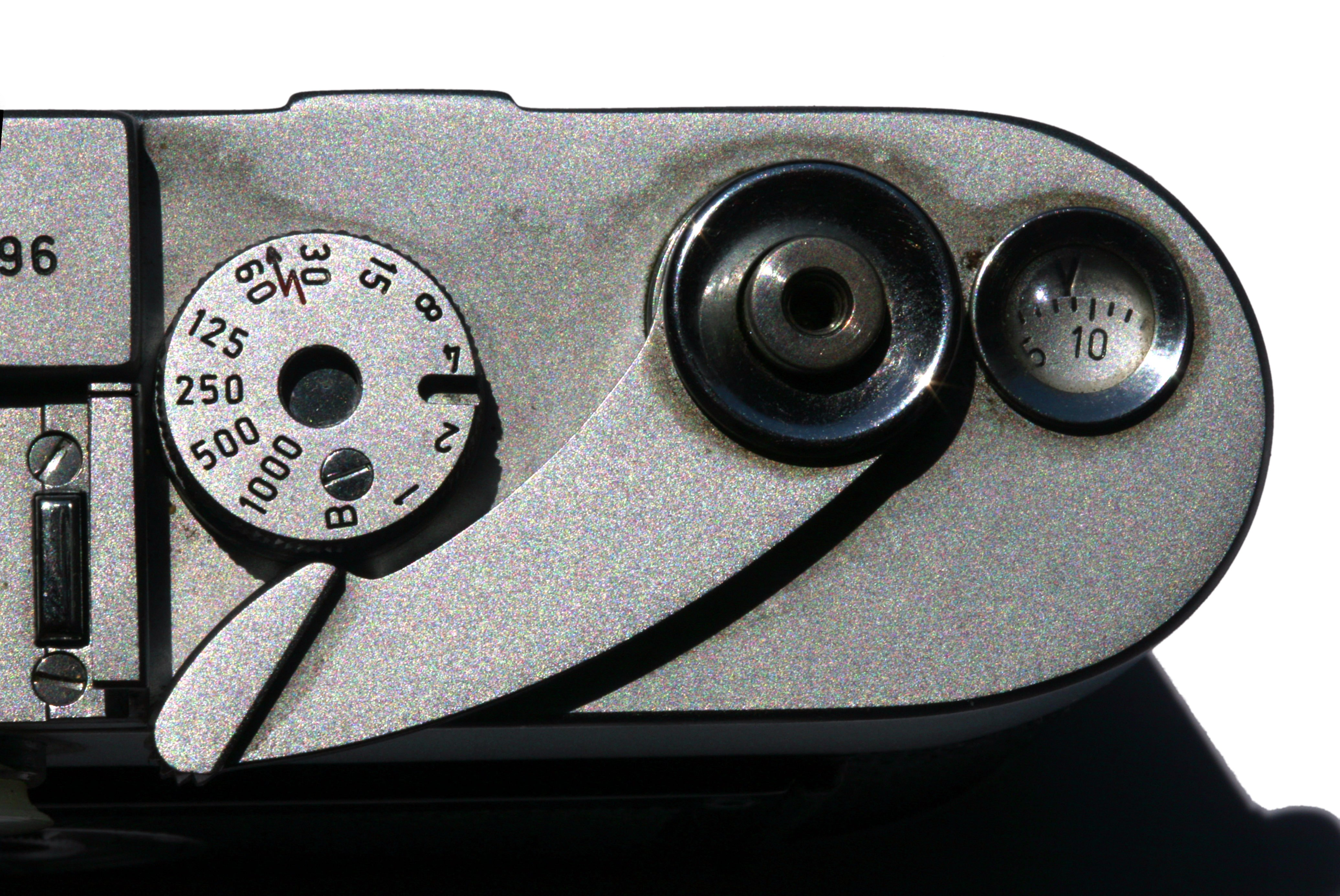
Головка установки выдержек, курок, спусковая кнопка и счётчик кадров.

В модели M3, как и во всём семействе Leica M, практически без изменений использован фокальный затвор с горизонтальным движением матерчатых шторок, разработанный ещё Оскаром Барнаком для самой первой «Лейки». Главной новинкой стала «невращающаяся» головка установки выдержек с равномерной шкалой, что повысило удобство сопряжения с приставными экспонометрами, а в дальнейшем облегчило установку встроенных. Кроме того, впервые для фотоаппаратов «Leica» весь диапазон выдержек от 1/1000 до 1 секунды и «В» устанавливается одной головкой, а не двумя раздельными, как до этого. Выдержка синхронизации для электронных фотовспышек составляет 1/50 секунды.
Камеры семейства «Leica M» также впервые получили курковый взвод затвора и перемотки плёнки, автоматический самосбрасывающийся счётчик кадров. В дальнейшем для цилиндрической головки обратной перемотки плёнки была разработана съёмная головка типа «рулетка».

## Значение первой модели семейства Leica M

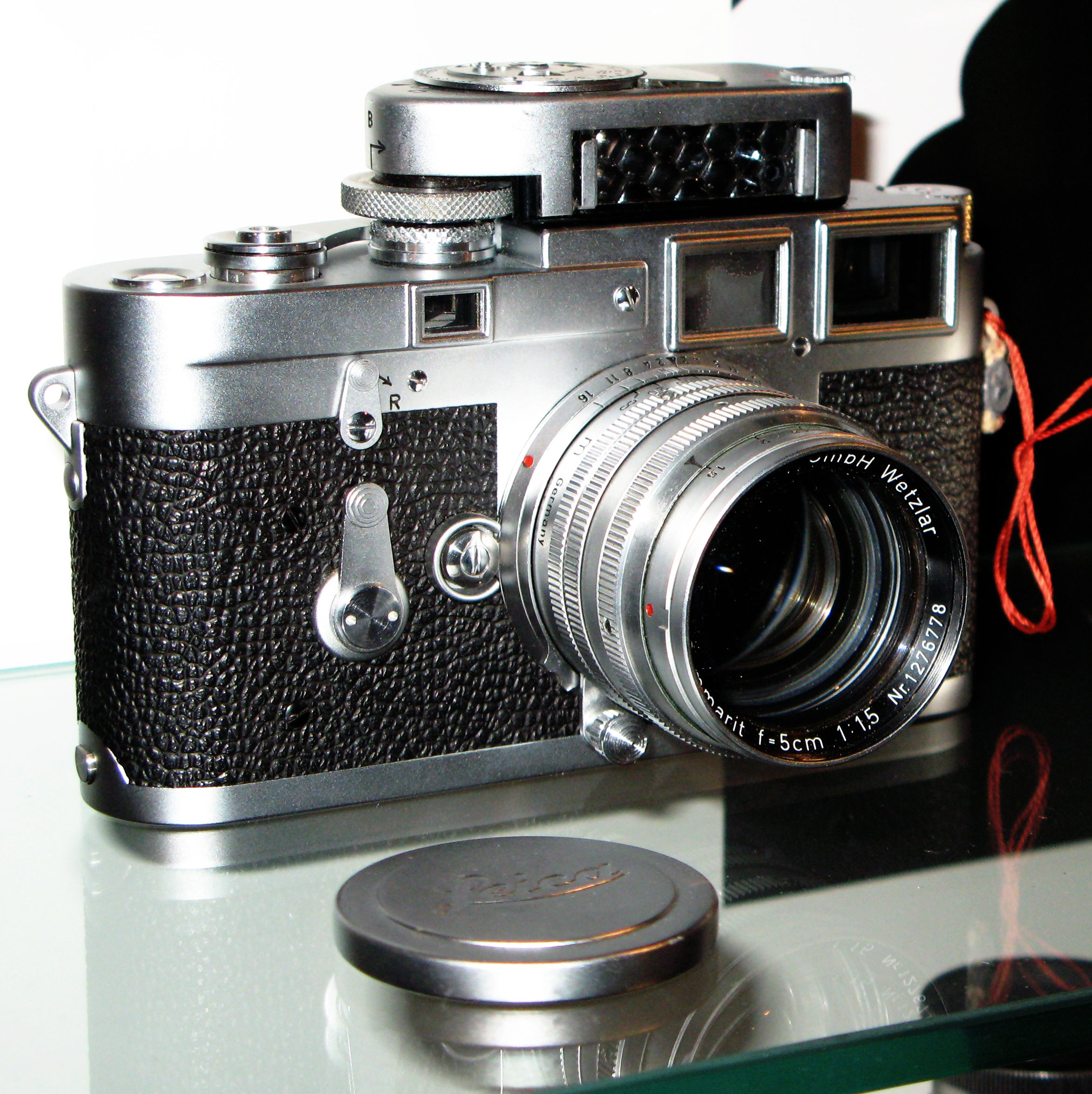
Leica M3 с приставным селеновым экспонометром.

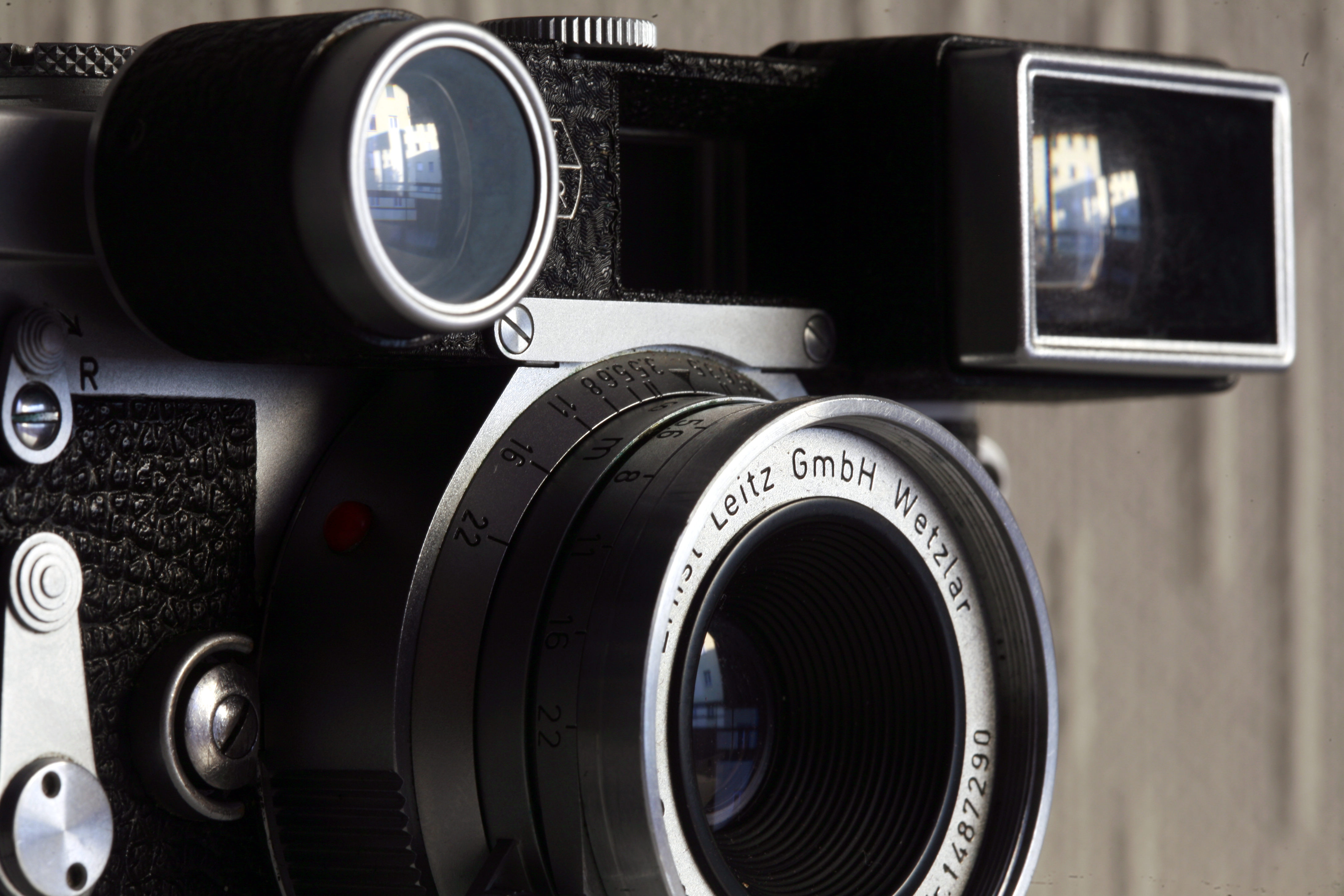
Насадка на дальномер, выполненная как одно целое с оправой объектива («Очки», «Leica glasses»)

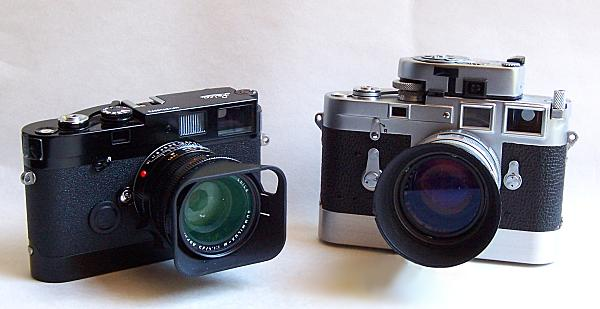
Слева — Leica MP
справа — Leica M3 с ручной моторной приставкой Leicavit и CdS-экспонометром

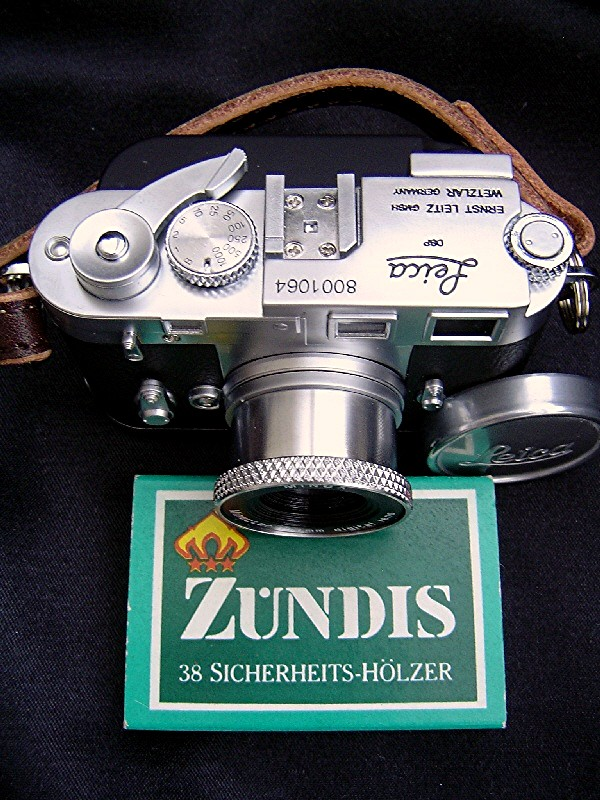
Цифровая MinoxLeica M3

Фотокамера Leica M3, выпущенная в 1954 году, положила начало новому семейству Leica M, сменившему модели с резьбовым креплением объектива. Реализованные в ней технические решения позволили устранить отставание от фотоаппаратов Contax, наметившееся уже перед Второй мировой войной, а также успешно противостоять экспансии японского семейства Nikon S. Резьбовое крепление сменной оптики и неудобная зарядка через узкий донный люк стали настолько архаичны, что начали перевешивать высокое качество сборки и мировую репутацию Leica. Устаревшими оказались и раздельные дальномер с видоискателем.
Сразу же после начала выпуска камера оказалась настолько популярна, что на её покупку существовала очередь профессиональных фотографов.
Через два года после прекращения серийного производства по настоянию Бундесвера было выпущено несколько экземпляров армейской версии Leica M3 с оливковой окраской.
Модели M3 на смену пришла несколько упрощённая Leica M2, Leica MD без видоискателя и Leica M1 без дальномера (для работы с зеркальной приставкой Leica Visoflex), Leica M4, полуавтоматическая Leica M5 с изменённой формой корпуса, полуавтоматическая Leica M6.
Выпускалась специальная модель Leica M3 с размером кадра 24×27.
Было разработано большое количество аксессуаров: сопряжённый с головкой выдержек селеновый и CdS-экспонометры, пружинный вайндер Leicavit, приставной электропривод, «очки Leica» для макросъёмки (позволяют уменьшить минимальную дистанцию фокусировки).
В 2002 году появилась автоматическая (приоритет диафрагмы) Leica M7 с электронноуправляемым затвором, с 2003 года начат выпуск полуавтоматической Leica MP с механическим затвором.
В 2005 году компания Minox представила миниатюрную версию камеры Leica M3 — цифровой фотоаппарат в стиле ретро Digital Classic Camera Leica M3, оборудованный 3,2-мегапиксельным сенсором и способный делать фотоснимки разрешением 2304x1728 пикселей. Как и оригинал, фотоаппарат Minox оснащен только оптическим видоискателем.
С 2008 года начат выпуск цифровой дальномерной Leica M8 (размер матрицы 27×18 мм), а с 2009 года — полнокадровой (размер матрицы 24×36 мм) Leica M9.

## Оценки
Американский фотограф Кен Роквелл назвал фотоаппарат Leica M3 одной из лучших когда-либо созданных механических камер, которая в 2020 году продавалась на вторичном рынке по ценам не ниже 1000 долларов.